# Élénie de Day
Elaenia dayi
Espèce
Statut de conservation UICN

 LC  : Préoccupation mineure
L'Élénie de Day (Elaenia dayi), aussi appelée Élaène de Day, est une espèce de passereau de la famille des Tyrannidae.

## Systématique
Cet oiseau est représenté par trois sous-espèces selon la classification de référence du Congrès ornithologique international (version 9.1, 2019) :
- Elaenia dayi dayi Chapman, 1929 : tepuys du sud du Venezuela (mont Roraima, tepuy Kukenan et Ptarí (es)) ;
- Elaenia dayi auyantepui Zimmer & Phelps, 1952 : tepuys du sud du Venezuela (Auyan Tepuy) ;
- Elaenia dayi tyleri Chapman, 1929 : tepuys du sud du Venezuela (cerro Duida, cerro Huachamacare et cerro Parú)[1],[3],[4].